# Lotta svizzera

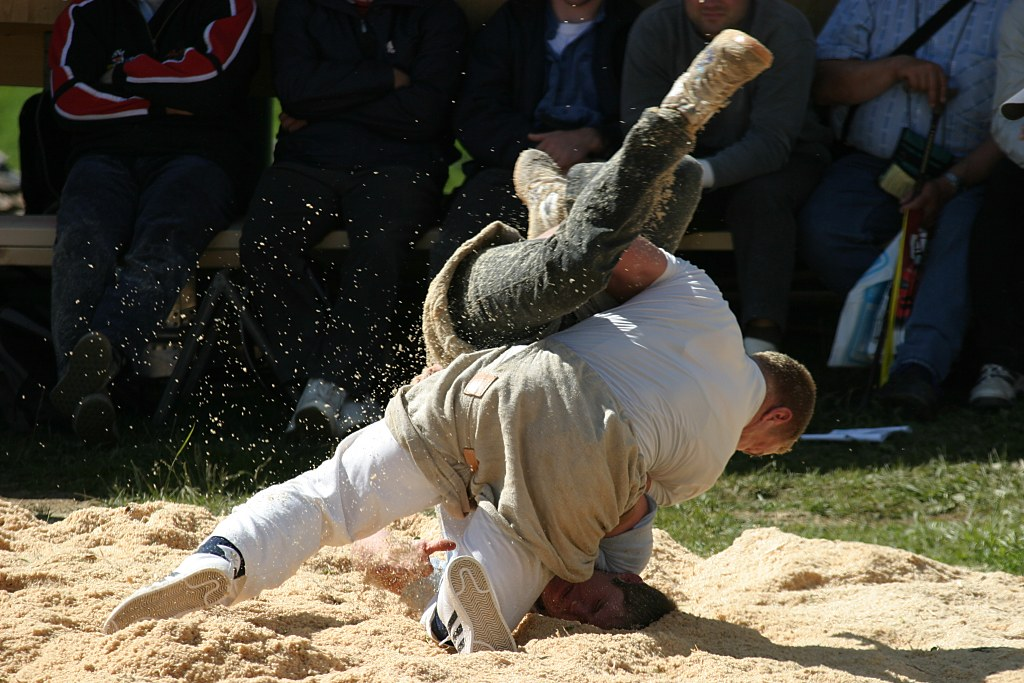
Combattimento di lotta svizzera

La lotta svizzera (in tedesco: Schwingen, in francese: lutte suisse) è una variante della lotta praticata in Svizzera. Assieme allo hornussen e al lancio della pietra di Unspunnen, è uno sport diffuso soprattutto nella Svizzera germanofona.

## Storia
Le origini della lotta svizzera non sono chiare. Una rappresentazione risalente al Quattrocento, che si trova nella cattedrale di Losanna, mostra già il particolare modo di afferrare l'avversario. Nella Svizzera centrale, soprattutto nella zona alpina, lo "Hosenlupf" era una tappa obbligata delle festività. In numerose feste di paese si combatteva per un paio di pantaloni, una pecora o altri premi in natura, sebbene ciò che contasse di più era la fama acquisita alla vittoria.
La lotta svizzera fu riportata in auge in occasione della prima festa di tradizioni alpine tenutasi a Unspunnen nel 1805, a un'epoca pertanto in cui la Svizzera si trovava sotto il dominio francese: uno dei motivi all'origine di questa manifestazione fu la volontà di risvegliare il nazionalismo elvetico.
Verso la fine dell'Ottocento memorabili feste di lotta svizzera e la vivace attività di insegnanti di ginnastica portarono questo sport anche nelle città. È così che una lotta inizialmente praticata da pastori e contadini si trasformò in vero e proprio sport nazionale, presente in tutti gli strati della popolazione. L'Associazione federale di lotta svizzera, fondata nel 1895, organizzò le sue attività integrando varianti regionali, contribuendo ad elevare il livello medio con corsi e materiale didattico e sancendo le regole di gioco.
Malgrado questa espansione, la lotta svizzera resta uno sport praticato soprattutto in regioni contadine della Svizzera germanofona.

## Svolgimento degli incontri
La lotta si svolge su un'area di forma circolare, dal diametro compreso tra 7 e 14 metri, cosparsa di segatura. I combattenti portano, sopra i loro vestiti abituali, dei pantaloni corti di juta. Dell'avversario possono afferrare esclusivamente questi pantaloni. Vincono quando riescono a sbilanciare l'avversario e a farlo cadere con entrambe le spalle nella segatura (continuando ad afferrare, con una mano almeno, i pantaloni). Esistono diverse tecniche (dai nomi in svizzero tedesco, quali "Kurz", "Übersprung", "Brienzer", "Hüfter", "Buur" o "Wyberhaagge"). È tradizione che, al termine del combattimento, il vincitore pulisca dalla segature le spalle dell'avversario con qualche pacca.
L'incontro è arbitrato da tre persone, una delle quali si trova di volta in volta nell'area di combattimento assieme ai lottatori. Esse valutano l'incontro attribuendo dei punti (fino a un massimo di 10 per un "Plattwurf"). In caso di incontro pari, il lottatore più attivo riceve il numero più elevato di punti.
Durante un incontro di lotta (ted. "Schwingfest"), ogni lottatore combatte sei incontri (in occasione della Festa della lotta svizzera e delle tradizioni alpigiane fino a otto); i due lottatori che, dopo cinque incontri, hanno raccolto il numero maggiore di punti (sette in occasione della Festa precitata) accedono alla fase finale.
Non esistono classi di peso.

## Tradizioni
La lotta svizzera è tradizionalmente uno sport maschile. I "re della lotta" (ted. "Schwingerkönige") sono molto conosciuti e diventano delle celebrità a livello locale. Le donne provano da qualche anno a farsi avanti in un mondo loro chiaramente ostile (nel 1992 è stata fondata un'associazione di lotta svizzera femminile).
I lottatori non sono sportivi professionisti, e di norma praticano mestieri che richiedono una certa forza fisica, quali ad es. casaro, macellaio oppure contadino. Secondo gli usi svizzeri, sono sovente chiamati, nell'ordine, per cognome e per nome (ad es. Grab Martin o Abderhalden Jörg).
I Sennenschwinger (membri di un'associazione di sola lotta svizzera) si riconoscono da pantaloni scuri e da una camicia colorata, di solito azzurra e senza collo (tipica dei mestieri dell'alpe), mentre i Turnerschwinger (membri di un'associazione di ginnastica in cui si praticano anche altri sport) portano lunghi pantaloni bianchi e una camicia dello stesso colore.
Durante gli incontri di lotta svizzera, pubblicità e sponsoring non sono usuali, al contrario. I lottatori di successo non ricevono premi in denaro, ma in natura: bestiame, campanacci, mobili e così via. Nel caso di più recenti incontri di grande affluenza sono stati distribuiti per la prima volta anche premi in denaro. La pubblicità si fa evidentemente al momento in cui viene nominata la persona o l'azienda che ha messo a disposizione un determinato premio. Va poi detto che i premi possono poi essere rivenduti, talvolta a somme interessanti (soprattutto nel caso di bestiame di una certa taglia).
I migliori lottatori di un incontro ricevono la corona (ted. Kranz), diventando così "Kranzschwinger". Il trofeo più ambito è la corona della Festa della lotta svizzera e delle tradizioni alpigiane.

## Diverse feste della lotta
A livello regionale e cantonale, i tornei di lotta si svolgono all'aperto, dall'inizio dell'estate fino in autunno.
La più importante è la Festa della lotta svizzera e delle tradizioni alpigiane, che si tiene ogni 3 anni. Il vincitore è proclamato re (ted. "Schwingerkönig") e riceve il cosiddetto "muni", ossia un toro.
Occasioni speciali sono anche la festa di Unspunnen, nei pressi di Interlaken, e quella di Kilchberg, presso Zurigo. Entrambe si tengono solo una volta ogni sei anni.
I tornei che si svolgono nelle Alpi, ad esempio quello del Brünig, quello del Rigi, o quello della Schwägalp, sono feste che attirano migliaia di persone.

## I migliori lottatori
Tra i migliori lottatori figurano Hans Stucki, re nel 1900, 1902 e 1905, Ruedi Hunsperger (1966, 1969 e 1974) e Jörg Abderhalden (1998, 2004 e 2007), eletto “svizzero dell'anno” nel gennaio del 2008.
Il lottatore attualmente più forte è Jörg Abderhalden. Martin Grab è il suo principale avversario; questi lo ha infatti battuto nel 2006 in occasione dell'attesissima festa di Unspunnen. Un altro lottatore molto forte è il compagno di squadra di Abderhalden, Arnold "Nöldi" Forrer, coronato nel 2001 a Nyon.

## Curiosità
Essendo uno sport molto spettacolare, la lotta svizzera ha attirato l'attenzione anche di una produzione cinematografica. Il presidente della Lega Ticinese Edi Ritter ha infatti dichiarato che lui e i suoi atleti saranno nel cast di un episodio della stagione2 della serie TV SPORT CRIME, distribuita da Amazon Prime Video.